# Sudán en los Juegos Olímpicos de Tokio 2020
Sudán estuvo representado en los Juegos Olímpicos de Tokio 2020 por cinco deportistas, tres hombres y dos mujeres, que compitieron en cuatro deportes.
Los portadores de la bandera en la ceremonia de apertura fueron el nadador Abobakr Abas y la remera Esra Jogali. El equipo olímpico sudanés no obtuvo ninguna medalla en estos Juegos.